# Antun Milović
Antun Milović (Vrpolje kraj Slavonskoga Broda, 22. prosinca 1934. – Slavonski Brod, 11. prosinca 2008.) hrvatski političar i gospodarstvenik

## Životopis
U Zagrebu je završio je Fakultet strojarstva i brodogradnje 1964. godine. Od 1965. do 1967. bio je predsjednik Upravnog odbora Ingre. Od 1974. do 1984. bio generalni direktor Đure Đakovića. Također je od 1983. do 1984. bio predsjednik Izvršnog odbora Ingre. Kao direktor Đure Đakovića bio je također vrlo aktivan u Ingri s kojom je surađivao sve do odlaska u mirovinu. Uvjerenje je da se zahvaljujući Ingri razvila tvrtka Đuro Đaković. Osobito su uspješni bili poslovi u svezi s tvornicama cementa kojih je izrađeno mnogo u zemlji i u inozemstvu. Nakon toga je otišao u visoku politiku. Dvije je godine predsjedavao Privrednom komorom SR Hrvatske. Obnašao je dužnost predsjednika Izvršnog vijeća Sabora SR Hrvatske (ondašnje hrvatske Vlade). Na toje je dužnosti naslijedio Antu Markovića. Dužnost predsjednika Izvršnog vijeća Sabora SRH obnašao je od 10. svibnja 1986. do 30. svibnja 1990. godine, do promjene vlasti nakon prvih slobodnih višestranačkih izbora u Hrvatskoj 1990. godine. Na dužnosti hrvatskog premijera naslijedio ga je Stjepan Mesić.
Jeseni 1989. bio je dionikom velikog raskola vrha vladajućeg SKH i čelnika državnog aparata koje je postavila partija. Milović se kao i ondašnji nominalni šef hrvatske države Ivo Latin i hrvatskog sabora Anđelko Runjić žalili su se da ih iz vrha SKH ne obavještavaju o namjerama SKH. Druga strana im je na to uzvraćala napadima u kojima ih je optuživala za nesposobnost, nepopularnost, nesnalažljivost u političkim okolnostima i da jedino znaju napraviti štetu.
Zatim se vratio u gospodarstvo. Direktorom holdinga Đure Đakovića je od 1991. godine. U mirovinu je otišao 1999. godine.
2009. odlikovan je posmrtno Redom hrvatskog pletera za osobit doprinos razvitku i ugledu Republike Hrvatske i dobrobiti njezinih građana.

## Vanjske poveznice
- Antun Milović Hrvatska tehnička enciklopedija, portal hrvatske tehničke baštine. LZMK